# Sobrado (León)
Pour les articles homonymes, voir Sobrado.
Sobrado est une commune espagnole (municipio) de la comarque de el Bierzo dans la province de León, communauté autonome de Castille-et-León.
Elle s'étend sur 36,03 km2 et comptait environ 376 habitants en 2011.